# 栄光への5000キロ
『栄光への5000キロ』（えいこうへの5000キロ）は、1969年に公開された日本映画、カーアクション映画である。
石原プロモーション製作、松竹配給。

## 概要
日産自動車とのタイアップ作品で、石原裕次郎扮する風来坊のレーサーが各種のレースを転戦したのち、ダットサン・ブルーバードを駆り過酷なサファリラリーに挑戦するという物語である。合わせて、危険なレースに打ち込む男とその帰りを待つ女という、2組のカップルの愛憎劇も挿入されている。原作は1966年の同ラリーにおいて日産チーム監督としてクラス優勝、チーム優勝を経験した笠原剛三が記した「栄光への5000キロ―東アフリカ・サファリ・ラリー優勝記録」。
制作費4億円（2016年現在の貨幣価値ではおよそ13億円に相当する）という大作であり、日本以外にヨーロッパ、アフリカで長期ロケを行い、雪と氷に覆われたアルプスの峠道、埃舞うアフリカの悪路など、現地ならではのレースシーンを再現した。外国人キャストとの掛け合いでは、石原ら日本人俳優たちも英語やフランス語の台詞をこなしている。映画の前半部は原作には存在しない映画用の筋立てであるが、とりわけ日本グランプリ参戦エピソードでは、当時の富士スピードウェイの30度バンクでの日産その他の各レーシングカーの迫力ある走行シーンが見どころである。1969年度キネマ旬報ベストテンでは第11位となり、ベストテン入りは逃した。
本来この映画は『黒部の太陽』同様に上映時間が3時間超である可能性もあったが、配給元の松竹映配の要請で上映時間を3時間以内で収める必要から、冗長的とも言えるほどの場面作りとは対照的な唐突なエンディングに持込んだとも言われている。石原の存命時にはエンディングを再編集するつもりとも云われていたが、それもかなわないということとなった。
また、「（映画は）劇場で見るもの」という製作者としての石原裕次郎の強い意思に基づき、この映画は『黒部の太陽』同様に永くソフト化されていなかった。1976年11月12日に「ゴールデン洋画劇場」でテレビ放映されたのは海外公開用の"SAFARI 5000"という実尺130分前後の、いわゆる国際版という短縮版であり、放送時間の制約によるカットが多かった（オープニング・解説・CM・エンディングを差し引くと実尺94分前後）。
2012年3月23日より、石原プロモーションとチャンネル銀河は東日本大震災復興支援を目的とするチャリティー企画「『裕次郎の夢』プロジェクト」として、『黒部の太陽』と『栄光への5000キロ』2作品の完全版を全国各所でスクリーン上映した。それまでは裕次郎の17回忌（2003年）の際に30,000人限定招待による上映会が行われたのみである。2012年3月16日には、NHK BSプレミアムにおいて国際版として短縮編集された『栄光への5000キロ 特別編』がテレビ放映された。
2013年3月下旬に石原プロモーション設立50周年記念として、ポニーキャニオンから『黒部の太陽』『富士山頂』『ある兵士の賭け』『甦える大地』と共に、いずれも劇場封切時の完全版としてブルーレイ・DVDソフトが発売された。パッケージは通常版と特別版（特典ディスク付き）、本作ほか5作品を収録したボックス版が発売された。
2015年1月1日にチャンネルNECOにて、ノーカット完全版（休憩画面を含め実尺2時間54分）がテレビ初放送され、更に同年12月5日にBS-TBSにて、同ノーカット完全版が無料の民放系衛星放送チャンネルとしてテレビ初放送された（CMを含めた場合で約3時間30分）。

## あらすじ
プロレーサー・五代高行（ごだい たかゆき）は日本グランプリでの走路妨害判定による失格処分を受けたことを機に日本を離れ、レース毎にチームと契約するフリーランスとして海外の各種レースに参加していた。五代と恋人の坂木優子、フランス人レーサーのピエール・ルデュックとその妻アンナ、ケニア人メカニックのジュマ・キンゴリーら5人は『ジプシー・クルー』を名乗り、トランスポーターに乗って各地を転戦する気ままな生活を謳歌していた。
五代は雪のモンテカルロ・ラリーにサテライトで参戦するが、ワークスチームからの消耗部品の供給を拒まれた上に次の走行区間で無謀な走行を余儀なくされるようにけしかけられた挙句の果てに路上の落石を避けようとして起こったクラッシュでナビゲーターを失い、自らも瀕死の重傷を負う。ジュマはピエールから事故の件を非難されたことで居た堪れない思いで姿を消し、ピエールも妻のアンナとともにモンテカルロの地を離れてジプシー・クルーは解散となった。ピエールは安定した生活を求め始めたアンナの願いを聞き届け、これまでの自由の身を捨ててアメリカのUAC自動車のワークスチームと専属契約を済ませて日本グランプリに参戦する。
年が明けて五代は顔面に傷跡を残しながらも復帰し、年に一度のビッグレース日本グランプリに向けて日産ワークスチームの助っ人として帰国する。村山工場のテストコースで待っていた開発チーフ竹内は元レーサーで、3年前の日本グランプリで五代と優勝を争った末にクラッシュし、右手が不自由になったという因縁があった。竹内が手がけたR381に乗り、五代はトラウマを払拭しようと日本GPへ臨む。五代とのすれ違い生活による孤独に疲れ始めていた優子は投宿先のホテルで見かけたかつて恋人で有名デザイナーのジャック・シャブロルを見かけ、都内のデパートでのファッションショーで再会した。富士スピードウェイでの練習走行でもピットではなく観客スタンドから立ち会う優子は身奇麗な姿で五代と話し合い、気分転換と将来の見詰直しも兼ねてアンナと京都に向かうことを告げる。五代も今回のレースでの並々ならぬ勝利への決意と3年前の失格処分への悔しさをメカニックの江藤に静かに熱く真情を吐露していた。しかし、決勝では五代の潰し役を命じられたピエールに邪魔されて2位に終わり、UACに優勝をさらわれてしまう。日産の高瀬常務は五代の走りを改めて評価し、翌年の東アフリカ・サファリ・ラリーへの参加をチーム監督の野村らからも要請される。一方、京都にいる優子を追ってきたジャックが説得を続け遂に口説き落としたが、それでもまだ優子は揺れ動く心情のままで一緒にパリへ発ってしまう。
五代は地元出身のジュマを呼び戻し、ナビゲーターに指名する。五代はダットサン・ブルーバード510SSS、ピエールはUAC・エスコートツインカムを駆り、メーカーの威信を背負い、広大なサバンナの大地で再び相まみえる。
サファリラリーはケニアの首都ナイロビを出発し、ナクールからビクトリア湖の北側を通り、ウガンダのカンパラ、カバーレ、フォートポータルからカンパラに戻り、ケニアのヴォイ、インド洋岸のマリンディ、モンバサを昼夜を問わず5日間に5,000 kmを走破してナイロビへと戻る、「カー・ブレイカー」とも呼ばれる過酷なモーター・イベントだった。スタート順の抽選会でピエールは有利な3番スタートとなるが、五代は極めて不利な90番スタートとなってしまう。抽選前の練習走行後に立ち寄った先でアンナと五代、ジュマ、それに日本GP以来のメカニック江藤との4人で昼の食事を摂るが、その際にパリで活躍中の優子とジャックの近影を紹介する雑誌を見せられる。スタート当日、89台の競技車両が出払った後にパリにいるはずの優子が一人観客席の陰に立っているのを五代は出走直前に見掛け、ジュマもまた、それを見逃すことはなかった。ラリーが始まるとスタート順の不利にも拘らず、五代のドラビング、日産サービスクルーの献身的なサポート、上位陣の脱落もあって五代らはしぶとく優勝圏内に浮上する。途中休息地のカンパラでは、ナイロビを後にして追いかけてきた優子から新しい手編みのセーターを渡される。
レース終盤、五代はついに首位のピエールを捉え、土煙を巻き上げながらつばぜり合いを繰り広げる。ふたりの勝負は思わぬ形で決着が付き、アンナと優子が帰りを待つ栄光のゴール地点へと辿り着く。

## キャスト
- 五代高行：石原裕次郎 - プロレーサー
- 坂木優子[5]：浅丘ルリ子 - 五代の恋人で元ファッションデザイナー
- ピエール・ルデュック：ジャン=クロード・ドルオー - 五代のライバル
- アンナ・ルデュック：エマニュエル・リヴァ - ピエールの妻
- ジュマ・キンゴリー：ロバート・A・キナラ - 五代のナビゲーター

- 高瀬雄一郎：三船敏郎 - 日産自動車常務
- 竹内正臣：仲代達矢 - 日産自動車特殊実験課長
- 野村憲一：伊丹十三 - 日産ラリーチーム監督
- 江藤勉：笠井一彦 - 日産メカニック
- ジャック・シャブロル：アラン・キュニー - フランス人ファッションデザイナー、優子の師

- ナレーター：鈴木瑞穂

## スタッフ
- 企画：蔵原惟繕、栄田清一郎
- 原作：笠原剛三
- 監督：蔵原惟繕
- 脚本：山田信夫
- エグゼクティブプロデューサー：銭谷功
- 音楽：黛敏郎
- 撮影：金宇満司
- 照明：椎葉昇
- 録音：紅谷愃一
- 美術：横尾嘉良
- 編集：鈴木晄、渡辺士郎
- 助監督：岡田裕、遠藤明
- 衣装考証〈男性〉：ヴァンヂャケット 石津謙介
- 浅丘ルリ子衣装担当：東急百貨店 フィリップ・ブネ・サロン
- 協賛：タキ・レーシング 瀧進太郎
- 現像：東洋現像所
- 宣伝：日本芸能企画
- 制作者助手：羽田朝子
- 製作担当：小林正彦

## 撮影で使用された車種

### モンテカルロラリー
モンテカルロで五代が乗る車輌はフィアット・124のベースに。カロッツェリア・ヴィニャーレがクーペボディを架装したフィアット・124ヴィニャーレ、ピエールが乗る車輌はルノー・アルピーヌA110。

### 日本グランプリ

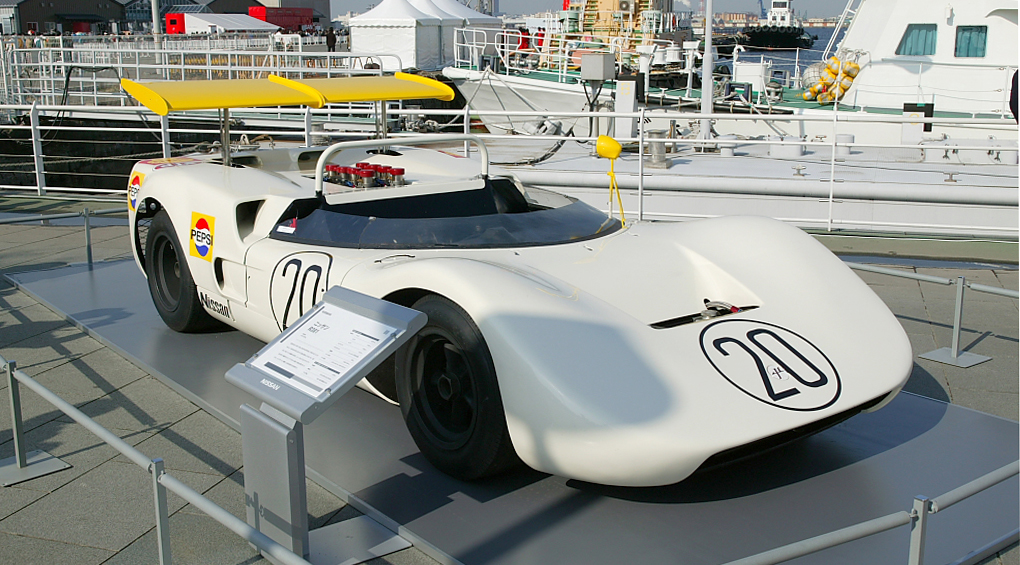
日産・R381

五代が乗る日産のグループ7マシンR381は、1968年日本GPで優勝した時のシボレーV8エンジンから日産製V12エンジン (GRX-1) へ換装された69年モデル (R381-II) 。五代の初走行シーンは東京都武蔵村山市にあった日産村山テストコースで撮影された。
日本GPのシーンは1969年5月に富士スピードウェイで行なわれた「フジスピードカップ'69」で撮影された。これは実業家の滝進太郎率いるタキ・レーシング・オーガニゼーション (TRO) が主催したイベントで、レースシーンでは日産のR380、R381のほかに、タキ・レーシング所有のローラやポルシェが走行している。撮影に協力したドライバーとして日産追浜ワークスの北野元や高橋国光、タキ・レーシングの田中健二郎や長谷見昌弘らの名がクレジットされている。

### サファリラリー

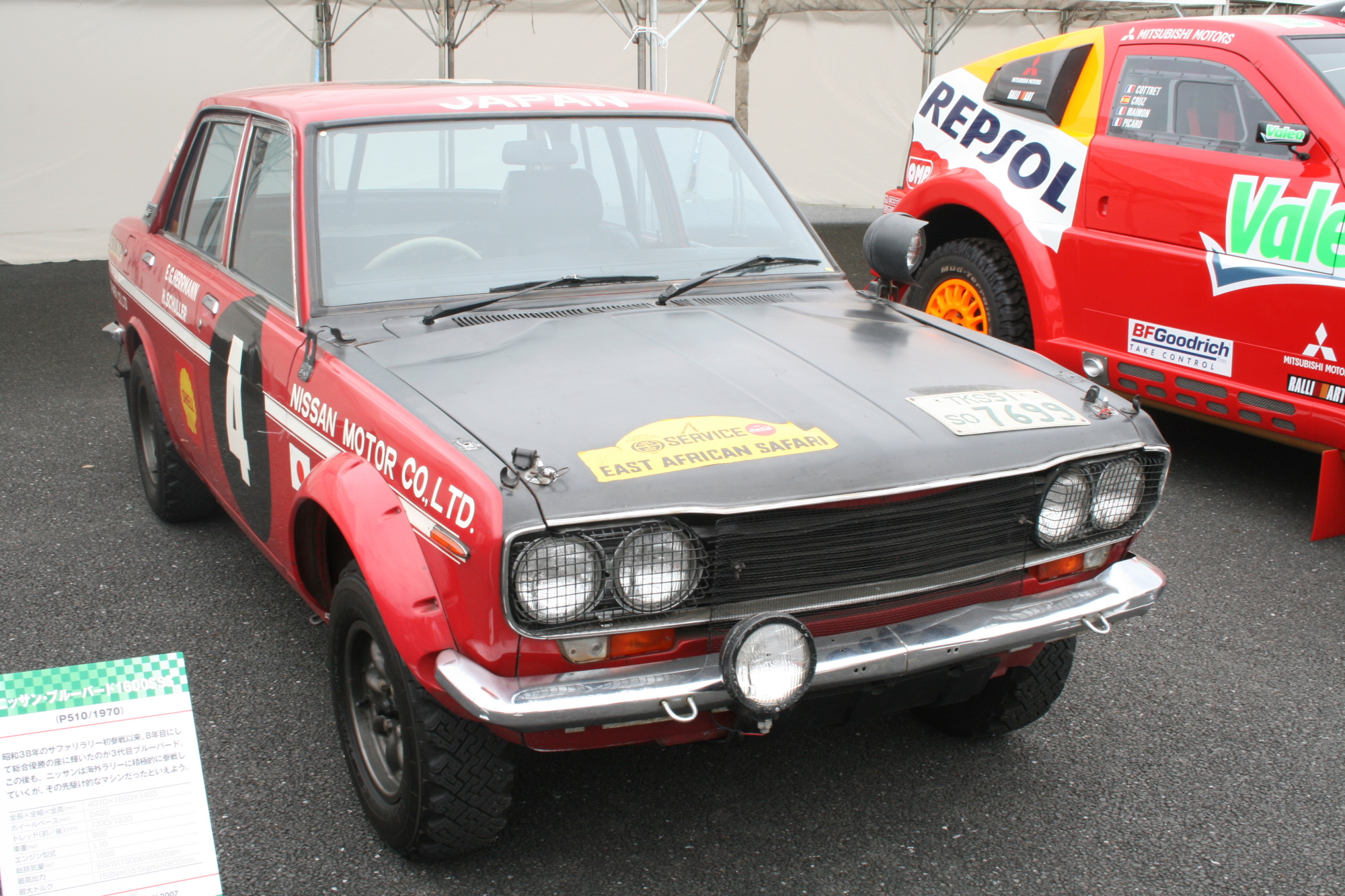
映画内で使用された車両と同じカラーリングのブルーバード510型（1970年優勝車）

原作で優勝したダットサン・ブルーバードは410（ヨンイチマル）型であったが、撮影は1969年の第17回サファリラリーの際に行われたため、映画では当時の現行車種、510（ゴーイチマル）型が使用された。撮影車は所属チーム（ワークスポルシェ）のトラブルで車が届かず出走断念するところだったハーマン/シュラー組に貸し出され、撮影を兼ねて実際のラリーに出走し、追加エントリーのため最後尾からのスタートとなったにもかかわらず総合5位に入賞している。作中の五代車のカーナンバー90は彼らのカーナンバーをそのまま使っている。この車両は長らく北海道小樽市の石原裕次郎記念館で展示されていた。ハーマン/シュラー組は、その実績を買われ、翌年の第18回同ラリーには日産ワークスからカラーリング等もほとんど同じの510（ゴーイチマル）型で出場し、映画さながらに総合優勝した（画像はこのときの優勝車）。さらに翌年の19回では510つぶしのための超高速コース設定の裏をかき、フェアレディZで出走、連続優勝を勝ち取っている。
日産と総合優勝を争うUACは架空の自動車メーカーであるが、車名「エスコートツインカム」はフォード・エスコートを彷彿とさせる名前である。

## エピソード
- 劇中の五代やピエールはラリー、スポーツカー、フォーミュラカーなどジャンルを問わぬレース活動を行なっている。現在は参戦競技の専門化が進んでいるが、当時は2人のようにマルチな運転技能を持ち、世界各地を渡り歩くジプシードライバー達がいた。
- 作中設定では、3年前の日本グランプリで五代のポルシェ・906（カレラ6）と竹内の日産・R380（サンパーマル）が優勝を争い、竹内が最終周回に30度バンクでクラッシュ、五代は走路妨害で失格した、とされている。現実の1967年日本GPでは、海外挑戦中の生沢徹が乗るカレラ6と日産ワークスの高橋国光が乗るR380が接戦を演じ、両者スピンの末に生沢が優勝した。また、生沢とのバトル中に、酒井正のカレラ6が30度バンクを飛び出してクラッシュしている。
- この映画を撮影するため、ナイロビへ長期間滞在した石原裕次郎を取材するために現地に同行した芸能記者が「海外長期渡航なんて夢みたいな時代に、裕ちゃんと長期間一緒にいられた感激を忘れないでおこう」と考え、当時の各社マスコミの同行記者団と石原裕次郎を囲んで親睦会を行うようになった。会の名前は「ナイロビ会」といい、石原裕次郎が死去するまで毎年親睦会を開いていたという[8]。
- 後に石原プロモーションの若手俳優として所属していた五代高之の芸名は、石原裕次郎が演じた「五代高行」の「行」を「之」に変えた上で石原裕次郎自ら名付けている。
- 1990年代に入ると、一部でこの続編を制作する話が持ち上がっていた。五代の子供がラリードライバーとして世界ラリー選手権（WRC）に参戦するというストーリーだが、諸般の事情で話は流れてしまったとのことである[2]。

## 脚註
1. ↑  『キネマ旬報ベスト・テン85回全史 1924-2011』（キネマ旬報社、2012年）260頁
2. 1 2 3 4 5  あの『栄光への5000キロ』がスクリーンで楽しめる - AUTOSPORT web、2012年2月29日
3. ↑  "映画「黒部の太陽」「栄光への 5000 キロ」". (PDF) チャンネル銀河.（2012年1月24日）2013年10月31日閲覧。
4. ↑  "石原プロモーション設立50周年記念、『黒部の太陽』がBD/DVD化". TOWER RECORDS ONLINE.（2013年1月17日）2013年10月31日閲覧。
5. ↑  同名のタレントがいるが、関連はない
6. ↑  "フジスピードカップ‘69". 日本自動車連盟. 2013年11月1日閲覧。
7. ↑  原作ではクラス優勝チーム優勝であったが映画では総合優勝になっている。
8. ↑  コラム・裕次郎とともに 日刊スポーツ 2009年6月16日閲覧

## 関連事項
- 日産自動車のモータースポーツ
- ラリー・モンテカルロ
- 日本グランプリ (4輪)
- サファリラリー